# Crkva sv. Martina u Splitu
Crkvica svetog Martina u Splitu je mala crkva smještena uz sjeverno pročelje Dioklecijanove palače, na mjestu stražarskih prostora, poviše Zlatnih vrata (Porta aurea). U taj prostor uklopljena je već u 5. – 6. stoljeću, a posvećena je svetom Martinu, zaštitniku vojnika, krojača i suknara, što se povezuje s dokumentiranim postojanjem carske radionice za izradu sukna i tkanina (gynaeceum) koja je postojala upravo u tom dijelu Palače. Jedna je od dvije najuže crkve u Splitu.
Crkvica je u vlasništvu sestara dominikanki koje uz nju imaju samostan.

## Opis
Crkvica se nalazi unutar nekadašnjeg uskog stražarskog prolaza iznad zidova Zlatnih vrata. Uski hodnik, u kojem je smještena crkvica, je dimenzija 10x1,64 m. Prozori, danas zazidani, s južne strane služili su stražarima za kontrolu nad ulazom u palaču. Kasnije su u pregradama prozora otvoreni manji prozorčići. Otvori na sjevernoj strani potječu iz srednjeg vijeka, a služili su kao puškarnice za obranu od Turaka.
Na ulazu u crkvicu nalazi se natpis koji spominje svećenika Dominika, a koji prema prijevodu arheologa don Frane Bulića, koji ju je istraživao, glasi ovako:
| » | Blagoslovljeni Kralju Bože, Tebi slava, čast i moć! Ovu crkvicu utemelji na čast Blaženog Martina, skromno i prema svojim sredstvima svećenik Dominik. "Zdravo oče Martine, dopusti da te iz dubine duše i srca štujemo u ovoj špiljskoj rupici." | « |
|   | |   |

Središnji prostor crkvice podijeljen je na dva dijela oltarnom pregradom, izrađenom od mramora i ukrašenoj viticama, lozicom i grifonima; na prostor s oltarom koji je bio namijenjen kleru i lađi koja je bila namijenjena laicima. Na zabatu oltarne pregrade, jedine sačuvane in situ u Dalmaciji, nalazi se natpis s posvetom crkve Bogorodici, Svetom Grguru papi i blaženom Martinu:
| » | Ova je crkvica pod pokroviteljstvom Blaženog Martina, Bogorodice Marije i Svetog Grgura pape. | « |
|   |                                                                                               |   |

Predromaničkoj fazi, vjerojatno 9. stoljeća, pripada bačvasti svod, oltar u apsidi s uklesanim križem starokršćanskih oznaka i male tranzene, postavljene po sredini velikih zazidanih antičkih otvora na južnom zidu. Kasnijoj predromaničkoj fazi 11. stoljeća pripada oltarna pregrada te zvonik, koji je kasnije porušen.

## Povijest
Stražarnice iznad glavnih ulaza u Palaču pretvorene su u 6. stoljeću u crkve pa je danas, osim Sv. Martina, sačuvana i crkva Sv. Teodora nad Željeznim vratima. Nad Srebrnim vratima nalazila se crkva Sv. Apolinara koji nije sačuvana, kao ni crkva Sv. Julijana nad Mjedenim vratima. Originalno je u tom prostoru bila i željezna rešetka koja se spuštala u slučaju opasnosti za utvrdu, ali je uklonjena.
Ranokršćanska crkvica obnovljena je u 9. stoljeću, za vrijeme hrvatskog kneza Trpimira, kada je knežev kapelan, svećenik Dominik, dao sagraditi kamenu oltarnu pregradu s posvetom Blaženoj Djevici Mariji, sv. Martinu i sv. Grguru papi. Uz crkvicu je u srednjem vijeku osnovan samostan Sestara dominikanki III Reda, koji se prvi put spominje 1372. godine. Poslije jedne od brojnih epidemija kuga u gradu, samostan je obnovljen s time da je crkvica bila pretvorena u skladište. Otkrio ju je tek 1890. godine don Frane Bulić tijekom istraživačkih radova u Dioklecijanovoj palači. Tom prilikom postavljen je novi oltar i novi pločnik.
Godine 1929., prilikom proširenja jednog prozora otkrivena je jedna ploča s uklesanim natpisom:
| » | Nevrijedni svećenik Dominik, kapelan kneza Trpimira. | « |
|   |                                                      |   |

Don Frane Bulić je vjerovao da se radi o nadgrobnom spomeniku svećenika Dominika, koji se spominje i na natpisu na arhitravu ulaznih vrata u crkvicu.

## Vanjske poveznice
- Pogledajte crkvicu koja je otvorena samo jedan dan - tportal.hr (hrv.)
- Priče iz palače by Sandi Vidulić: najmanji Sveti Martin - slobodnadalmacija.hr (hrv.)

## Drugi projekti
|  | Zajednički poslužitelj ima još gradiva o temi Crkva sv. Martina u Splitu |